# Андреевский крест

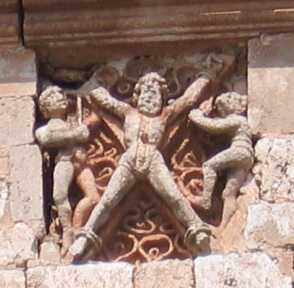
Горельеф из церкви Святого Андрея в Пресенсио (Испания)

Андре́евский крест — косой крест, символизирующий распятие Андрея Первозванного (☓ — символ U+2613 в Юникоде). Используется на флагах и в символике нескольких стран и территорий. В XIX веке словосочетание также использовалось в архитектуре для обозначения рамы из двух по диагонали составленных брусьев в виде буквы «Х».

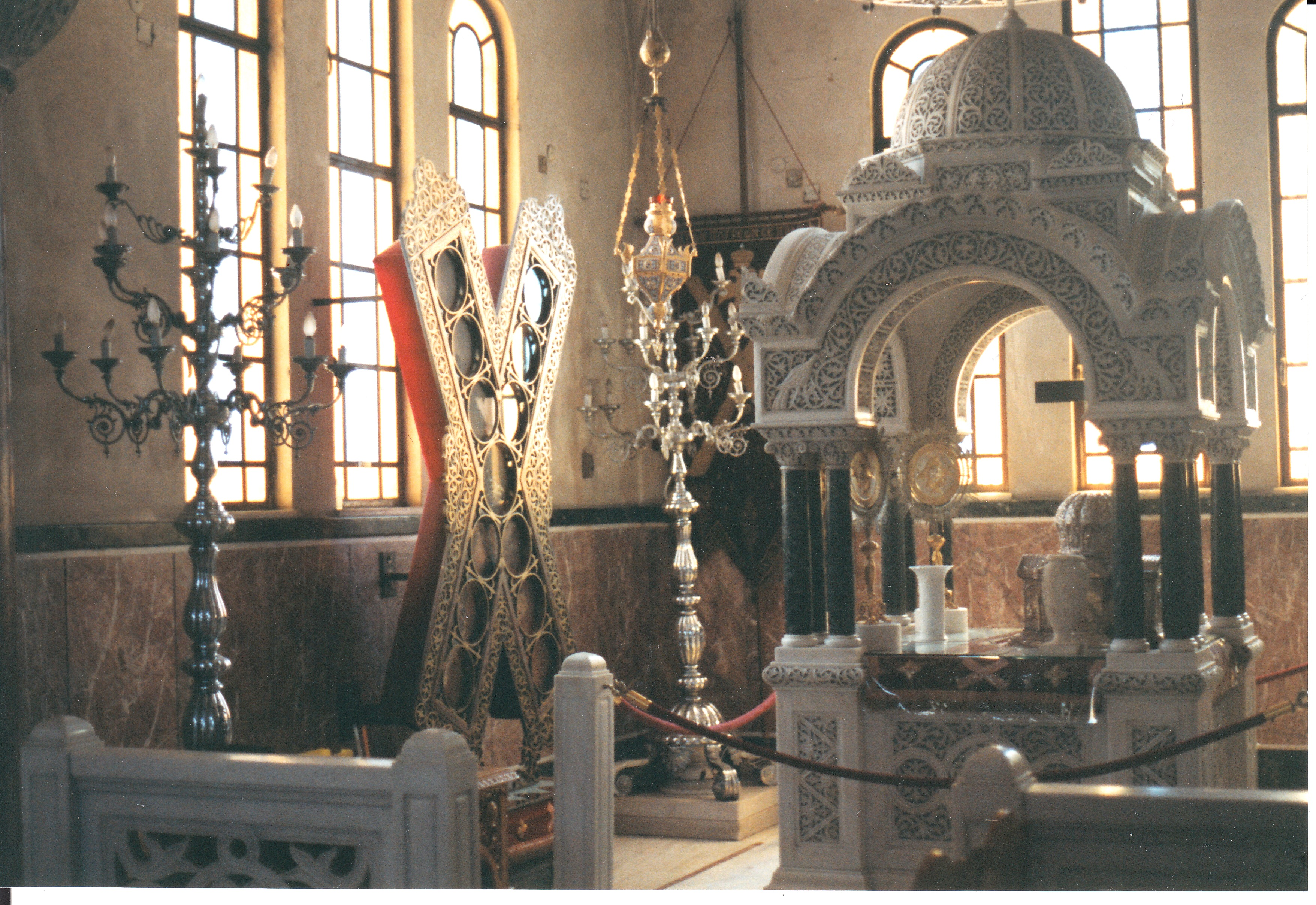
Крест-реликварий за престолом правого придела Андреевского собора в Патрах

В соборе Андрея Первозванного в греческом городе Патры находится деревянный косой крест-реликварий, в который вложены частицы креста, на котором, по преданию, был распят апостол Андрей. Крест святого Андрея был вывезен после захвата Византии крестоносцами (в 1250 году) и хранился в аббатстве Святого Виктора в Марселе, а в 1980 был возвращён в Патры.

## Символика с Андреевским крестом

### Авиация
Профашистские силы широко использовали Андреевский крест для маркирования самолётов. Например, Легион «Кондор» во время Гражданской войны в Испании нёс на фюзеляжах и плоскостях Андреевские кресты. То же самое можно сказать про ВВС ряда других союзников гитлеровской Германии, например — Болгарии.

### Флаг Шотландии

Флаг Шотландии

Шотландский флаг является одним из древнейших национальных флагов в мире, его появление, согласно легендам, относится к 832 году, когда король пиктов Энгус перед битвой с англами увидел в синем небе знамение из белых облаков в виде X-образного креста, на котором, по преданию, был распят Андрей Первозванный, считающийся покровителем Шотландии.
Шотландский флаг в 1606 году вошёл в качестве составляющей во флаг Великобритании, а через него во флаги Австралии, Новой Зеландии и других государств Британского содружества. На флагах всех британских колоний, до обретения ими независимости, изображался британский флаг.

### Флаг Святого Патрика

Флаг Святого Патрика

Флаг, который с начала XIX века символизировал Ирландию на Флаге Великобритании. В целом связь данного флага с древней Ирландией и  Святым Патриком является сомнительной.

### Флаг Российского флота

Андреевский флаг

Гюйс ВМФ России

Андреевский флаг является главным корабельным кормовым флагом Российского Флота. Он представляет собой белое полотнище, пересечённое по диагонали двумя синими полосами, которые образуют наклонный крест, который называется Андреевским. Этот крест и дал имя флагу.
Символика Андреевского флага уходит корнями в историю раннего христианства. Апостол Андрей был братом Апостола Петра. И царь Пётр I считал его также своим небесным покровителем. Оба брата ловили рыбу в Галилейском море, что, вместе с апокрифическими легендами об усмирении апостолом Андреем бушующего моря и о воскрешении им сорока мореходов, утонувших на пути к обретению доктрины веры (см. «Золотая легенда»), обусловило их покровительство над морской торговлей. Андрей был первым, кого призвал к себе в ученики Христос, поэтому был назван Первозванным. Согласно средневековому преданию, Апостол Андрей также посещал территорию будущей Руси, в связи с чем ныне является святым покровителем России. На месте, где в будущем был основан Киев, он поставил крест, после этого, когда он посетил место, где в будущем был основан Новгород, и расположенный рядом Волхов, он также поставил крест (согласно легендарным сведениям из Повести временных лет и литературного произведения агиографического жанра — жития апостола Андрея Первозванного теперь это — деревня Грузино). Апостол Андрей стал известным после неустанного проповедования христианства в своём путешествии и принятия мученической смерти на косом кресте.
В 1698 году Петром I был учреждён первый в России орден — орден Святого апостола Андрея Первозванного — для награждения за воинские подвиги и государственную службу. Орден состоял из золотого креста, голубой ленты, серебряной восьмиконечной звезды и золотой цепи. В центре звезды, в розетке покрытой красной эмалью и золотыми полосками в виде веяния, — двуглавый орёл, увенчанный тремя коронами, на груди орла — косой синий крест. Символика Андреевского флага также была данью памяти Петра I его отцу — царю Алексею Михайловичу, который впервые учредил специальный флаг для первого военного Российского корабля — трёхмачтового галиота «Орёл».
Став царём, Пётр I уделял много внимания разработке проектов флага. В 1692 году он лично нарисовал два проекта. На одном из них имелись три параллельных полосы с надписью «белый», «синий», «красный», на втором были те же самые цвета с Андреевским крестом поверх них. В 1693 и 1695 годах второй проект был включён в некоторые[какие?] международные атласы как флаг «Московии».
С 1692 по 1712 год Петр I нарисовал ещё восемь проектов флага, которые последовательно[уточнить] были приняты во флоте. Последняя (восьмая) и заключительная версия была так описана Петром I: «Флаг белый, поперёк этого имеется синий Андреевский крест, коим Россию окрестил он».
В такой форме Андреевский флаг просуществовал в Российском Флоте до ноября 1917 года.
17 января 1992 года Российское Правительство приняло резолюцию относительно возвращения Андреевскому флагу статуса Военно-Морского флага России. В субботу, 15 февраля 1992 года Андреевский флаг был освящён в Санкт-Петербурге в Николо-Богоявленском соборе.
Гюйс военно-морского флота также несёт на себе Андреевский крест. Оба флага (гюйс и кормовой) были заменены в 1918 году на флаг РСФСР, а затем на вновь созданные гюйс и военно-морской флаг СССР.
Дореволюционные Андреевский флаг и гюйс были вновь введены во флоте России в 1992 году, они используются по сей день. Официальное знамя ВМФ России, основанное на флаге ВМФ России, было утверждено Федеральным законом № 162 от 29 декабря 2000 года (с последующими изменениями и дополнениями).

### Флаг и герб Амстердама
Три андреевских креста расположены на флаге и гербе Амстердама.

Флаг Амстердама
Герб Амстердама

## Другие флаги
Андреевский крест является распространённым символом, изображаемым на флагах многих государств и административных единиц. Часто он является составной частью военно-морских флагов (Россия, Болгария, Бельгия, Грузия, Латвия, Эстония).
Андреевский крест был помещён на флаге Конфедерации южных штатов, а также на нарукавных нашивках частей власовской «Русской освободительной армии».
Белый Андреевский крест на красном фоне — флаг движения «Наши». Аналогичный флаг используется поморами и в 2003 году предлагался в качестве флага Архангельской области общественным движением «Поморское возрождение», созданным архангельским учёным и публицистом Иваном Мосеевым. Красный цвет данного флага отсылает к флажкам-ма́хавкам, использовавшимся на поморских суднах, а белый косой крест символизирует неразрывную связь области с Белым морем и Арктикой.

## Андреевский крест на флагах
Международные

Флаг Шотландии (Великобритания)
Флаг Святого Патрика (Великобритания)
Флаг Новой Испании
Флаг острова Джерси (Великобритания)
Флаг штата Алабама (США)
Флаг Катвейка (Нидерланды)
Флаг Тенерифе (Испания)
Флаг Святого Албана
Флаг Страны Басков (Испания)
Военно-морской флаг Конфедерации
Флаг Шанхайского международного сеттльмента
Флаг штата Флорида (США)
Флаг провинции Новая Шотландия (Канада)
Флаг Ямайки
Флаг Марсашлокка (Мальта)
Флаг Бурунди[уточнить][источник не указан 1106 дней]
Гюйс кораблей и судов ВМС Бельгии
Гюйс кораблей и судов ВМФ Эстонии
Гюйс ВМС Латвии
Гюйс кораблей и судов ВМС Болгарии
Флаг Рио-де-Жанейро (Бразилия)
Флаг Форталезы (Бразилия)
Флаг Почефструма (ЮАР)
Флаг Воортреккеров (ЮАР)
Военно-морской флаг Крымского краевого правительства

Российские

Андреевский флаг — военно-морской флаг России
Гюйс ВМФ России
Флаг Марковцев (1917-1919)
Флаг Народно-революционного флота Дальневосточной республики (1921—1922)
Флаг Береговой охраны Пограничной службы ФСБ РФ (1993—2008)
Флаг Федеральной таможенной службы РФ (1994)
Флаг движения «Наши» (2005-2019)
Флаг Архангельской области (2009, Россия)
Флаг Новороссии (2014)
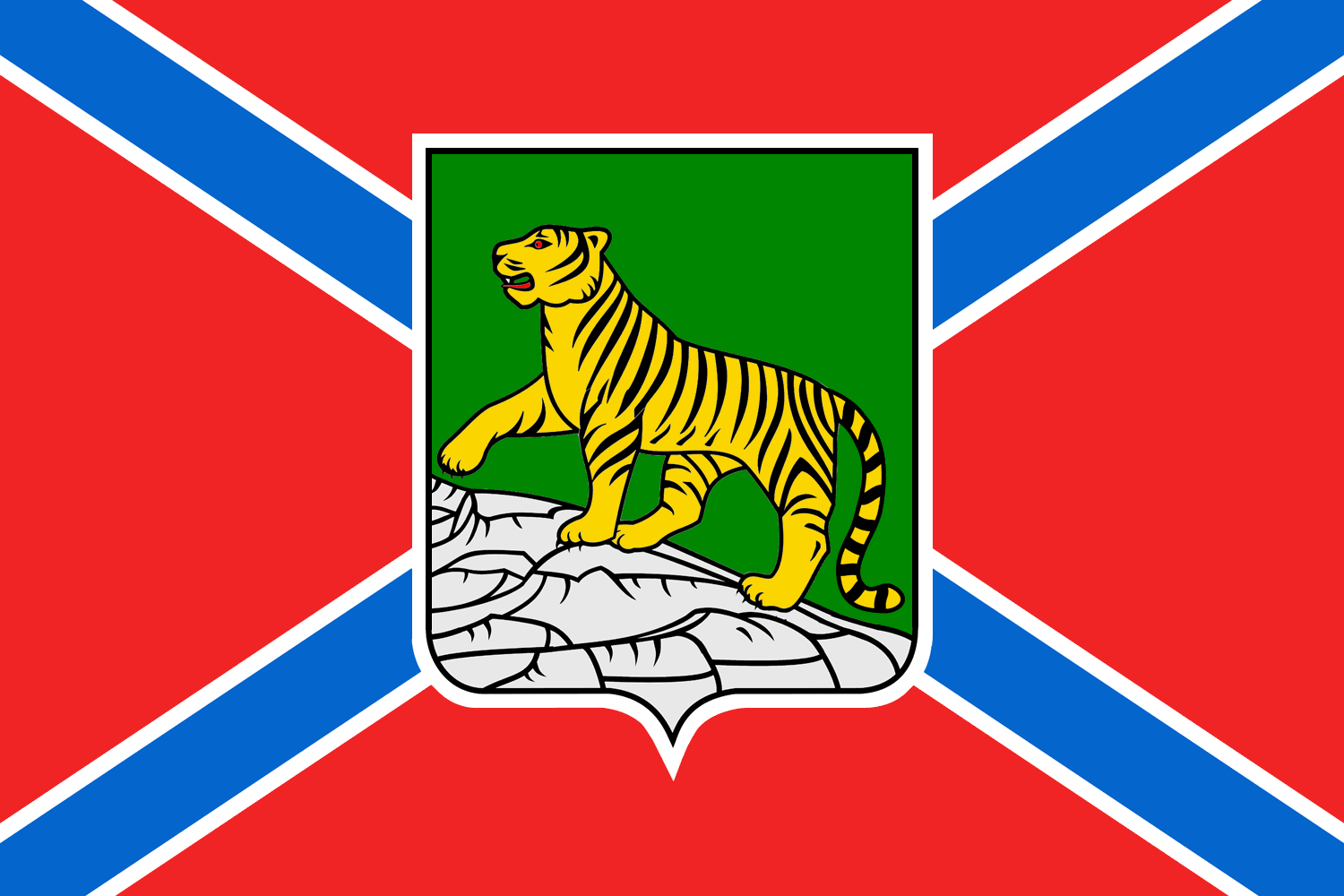
Флаг Владивостока (2016, Россия)

## Символы святых
- Андрей Первозванный
- Викентий Сарагосский
- Альбан Британский